# Vipera
Vipera Laurenti, 1768 è un genere di serpenti velenosi, appartenenti alla famiglia Viperidae.

## Descrizione
Questi serpenti sono caratterizzati da una testa a forma triangolare e a punta, con un corpo tozzo e una coda corta e rastremata.
Possiedono una ghiandola situata nella regione posteriore e laterale del capo che produce un veleno formato da un'alta percentuale d'acqua, diverse albumine ad alta tossicità e altre proteine enzimatiche che agiscono sui tessuti, sulla coagulazione del sangue e, a volte, sul sistema nervoso. Per inoculare questo veleno utilizzano delle lunghe zanne mobili canalicolate che, quando il serpente apre la bocca, formano un angolo di 90° con la mascella e in caso di morso penetrano nella cute della preda e iniettano il veleno attraverso i canali; quando chiudono la bocca le zanne vengono ruotate contro il palato.
I loro occhi hanno pupille verticali, simili a quelle dei gatti. Questa caratteristica, per le specie italiane, contribuisce a distinguerle dagli altri serpenti presenti negli stessi habitat, come le innocue bisce, che hanno pupilla rotonda. Altri caratteri che tipicamente permettono di distinguere una vipera da un colubride non velenoso italiano sono la testa triangolare e la coda che si restringe in modo brusco, mentre gli altri ofidi presentano testa ovale e coda che si restringe gradualmente.

## Tassonomia
Il genere Vipera comprende le seguenti specie:
- Vipera altaica Tuniyev, Nilson & Andrén, 2010
- Vipera ammodytes (Linnaeus, 1758)
- Vipera anatolica Eiselt & Baran, 1970
- Vipera aspis (Linnaeus, 1758)
- Vipera barani Böhme & Joger, 1983
- Vipera berus (Linnaeus, 1758)
- Vipera darevskii Vedmederja, Orlov & Tuniyev, 1986
- Vipera dinniki Nikolsky, 1913
- Vipera eriwanensis (Reuss, 1933)
- Vipera kaznakovi Nikolsky, 1909
- Vipera latastei Bosca, 1878
- Vipera lotievi Nilson, Tuniyev, Orlov, Hoggren & Andrén, 1995
- Vipera magnifica Tuniyev & Ostrovskikh, 2001
- Vipera monticola Saint Girons, 1953
- Vipera olguni (Tuniyev, Avci, Tuniyev, Agasian & Agasian, 2012)
- Vipera orlovi Tuniyev & Ostrovskikh, 2001
- Vipera pontica Billing, Nilson & Sattler, 1990
- Vipera renardi (Christoph, 1861)
- Vipera seoanei Lataste, 1879
- Vipera shemakhensis Tuniyev, Orlov, Tuniyev & Kidov, 2013
- Vipera transcaucasiana Boulenger, 1913
- Vipera ursinii (Bonaparte, 1835)
- Vipera walser Ghielmi, Menegon, Marsden, Laddaga, Ursenbacher, 2016

### Specie trasferite ad altri generi
- Vipera lebetina = Macrovipera lebetina, simile alla precedente e diffusa in Asia minore e in alcune isole greche.
- Vipera palaestinae = Daboia palaestinae, specie molto velenosa che si trova in Siria, Giordania, Palestina e Libano.
- Vipera russelii = Daboia russelii, estremamente pericolosa e responsabile di migliaia di decessi, presente in India e nel Sud Est asiatico
- Vipera xanthina = Montivipera xanthina, diffusa in Turchia sia europea sia anatolica e in alcune isole e ristrette zone continentali greche.

### Specie presenti in Italia
In Italia sono presenti cinque specie di vipera:
| Nomi comuni                                                      | Nome scientifico | Nomi dialettali                                                                      | Immagine | Testa (dorsale) | Testa (laterale) | Areale | Lunghezza |  |
| ---------------------------------------------------------------- | ---------------- | ------------------------------------------------------------------------------------ | -------- | --------------- | ---------------- | ------ | --------- |  |
| Vipera comune Aspide                                             | Vipera aspis     | Aspisùrdu Àspre Bìfera Vìpera Vìpere Vìpre                                           |          |                 |                  |        | 60–85 cm  |  |
| Vipera dal corno                                                 | Vipera ammodytes | Lìpare dal cuar Lìpare rizzul Lìpra Madràs Modràs Poskok Vìpare Vìpera Vìpra dal nas |          |                 |                  |        | 60–100 cm |  |
| Marasso Marasso palustre Vipera d'acqua Vipera nera Vipera rossa | Vipera berus     | Ipera Madras Marassetto Marasso de palù Vipera fiamà                                 |          |                 |                  |        | 50–85 cm  |  |
| Vipera dell'Orsini                                               | Vipera ursinii   |                                                                                      |          |                 |                  |        | 30–50 cm  |  |
| Vipera dei Walser                                                | Vipera walser    |                                                                                      |          |                 |                  |        |           |  |

Le vipere italiane sono "pacifiche" e preferiscono scappare; il morso è mortale in rarissimi casi
(i soggetti più a rischio sono anziani, bambini o persone debilitate; per animali domestici come gatti e soprattutto cani, che hanno l'istinto di attaccarla e tendono a farlo con il muso, il morso della vipera è solitamente mortale). Bisogna evitare la somministrazione di siero (immunoglobuline di origine equina) al di fuori di un ambiente ospedaliero per il rischio di shock anafilattico, in quanto più pericoloso del morso stesso della vipera.

## Le vipere nell'immaginario collettivo
I serpenti, le vipere in particolare, suscitano da sempre una grande paura e per questo su di loro circolano molte storie. Ricordiamo la vecchia leggenda metropolitana delle vipere gettate dagli elicotteri per ripopolare zone boschive. È una storia diffusa in gran parte d'Europa, in Italia in particolare, tanto che Paolo Toselli le dedica il titolo del suo libro sulle leggende metropolitane La famosa invasione delle vipere volanti e altre leggende metropolitane dell'Italia d'oggi, Milano, Sonzogno (1994).

## Primo soccorso
Bisogna premettere che il morso della vipera europea è molto raramente letale.
- Calmare la persona, evitando di farle eseguire movimenti e ponendola supina;
- Monitorare le funzioni vitali;
- Chiamare il servizio di Emergenza Sanitaria 118 o il Numero Unico di Emergenza 112 dove attivo;
- Applicare BLS, se necessario;
- Non incidere, non succhiare il veleno, non applicare il laccio emostatico arterioso (LEA), non somministrare siero antivipera;
- Lavare con soluzione fisiologica e disinfettare con acqua ossigenata;
- Eseguire un bendaggio linfostatico e immobilizzare l'arto interessato con uno steccaggio. Nel caso il morso avvenga su tronco, collo o testa, applicare un tampone rigido sopra la zona interessata, tenendolo compresso con un cerotto elastico adesivo;
- Non mettere ghiaccio sulla zona morsa per il possibile peggioramento della necrosi;
- Coprire la persona per ridurre la dispersione di calore corporeo;
- Sorvegliare il possibile instaurarsi di uno stato di shock;
- Attendere l'arrivo dell'ambulanza.